# Hendrik Thier
Hendrik Thier (Lüdinghausen, 1732 - Delft, 1810) was een Nederlands topografisch tekenaar en tekenleraar afkomstig uit Lüdinghausen (München).
Hendrik Thier, ook wel vermeld als Jobst Hendrik Thier of Joannes Thier, werd in 1732 geboren als zoon van Bernard Thier en Maria Gertrudis Volmer.
Hij was een broer van schilder en tekenaar Barend Hendrik Thier, die zich in Leiden vestigde en van glasschilder E. Thier.
In 1759 trouwde Hendrik Thier in Delft met Adriana Otgens.
Hendrik Thier was van 1760 tot circa 1810 tekenmeester bij de Fundatie van Renswoude in Delft.
Als tekenaar vervaardigde hij onder andere topografische gezichten van Delft en omgeving en signeerde deze met ´H. Thier´.
Hendrik Thier overleed op 9 januari 1810 aan de Molslaan te Delft en liet volgens zijn overlijdensakte vijf kinderen achter.
Stadsarchief Delft heeft ruim dertig topografische tekeningen van Delft en omgeving van de hand van Hendrik Thier in de collectie.

## Galerij

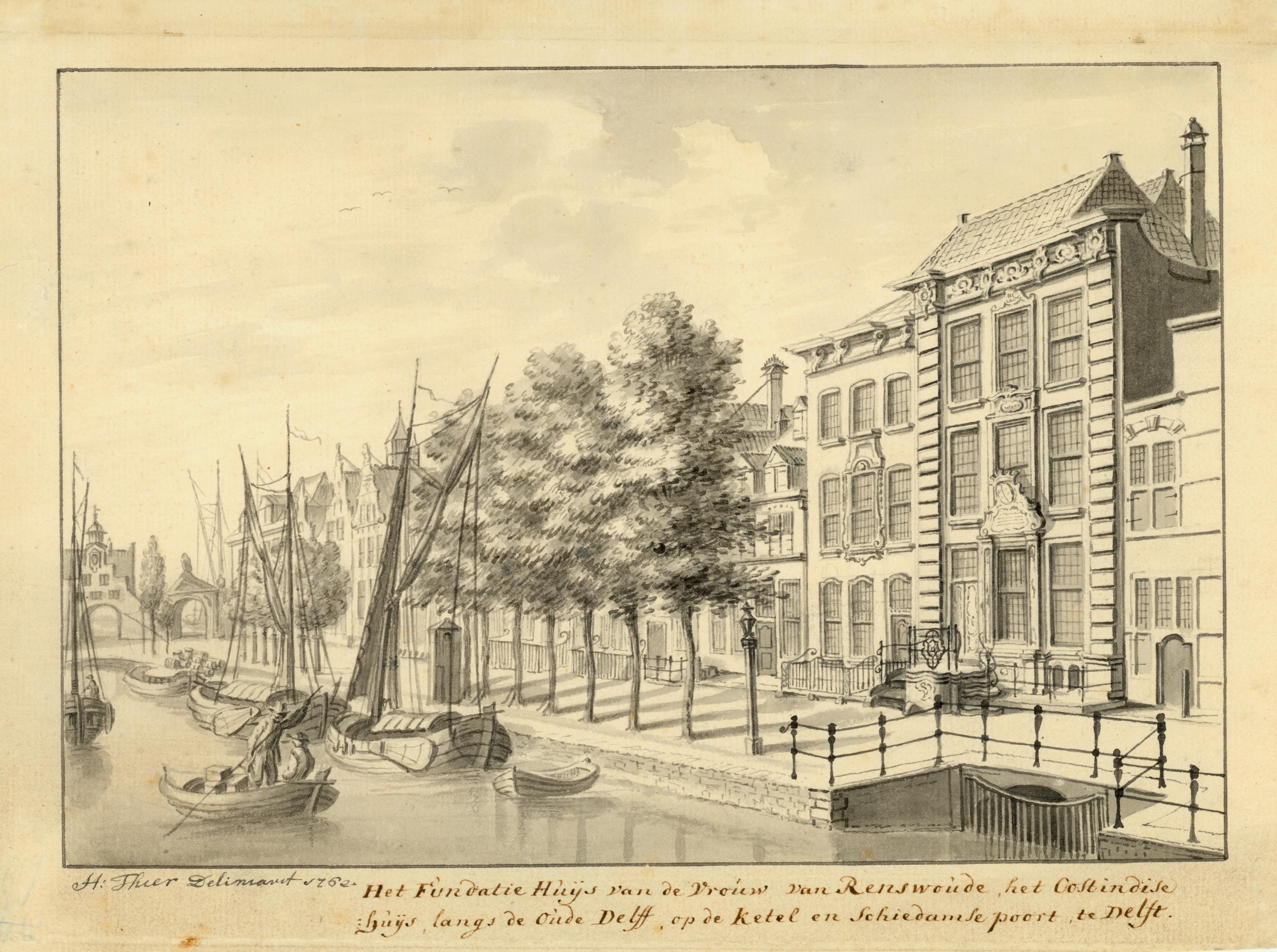
Fundatiehuis te Renswoude te Delft, 1762.
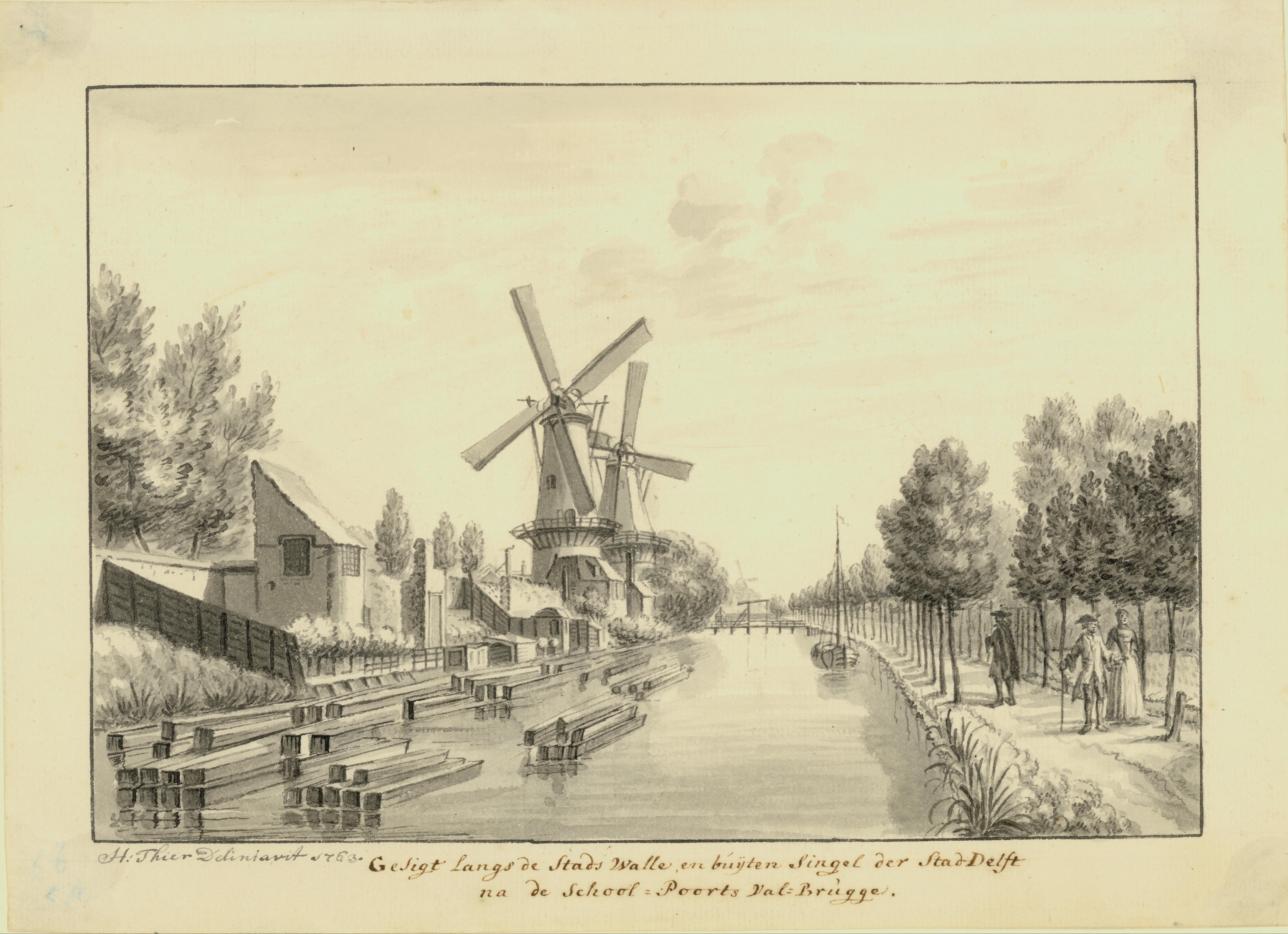
Stadswal en molen De Roos en molen De Otter te Delft, 1763.
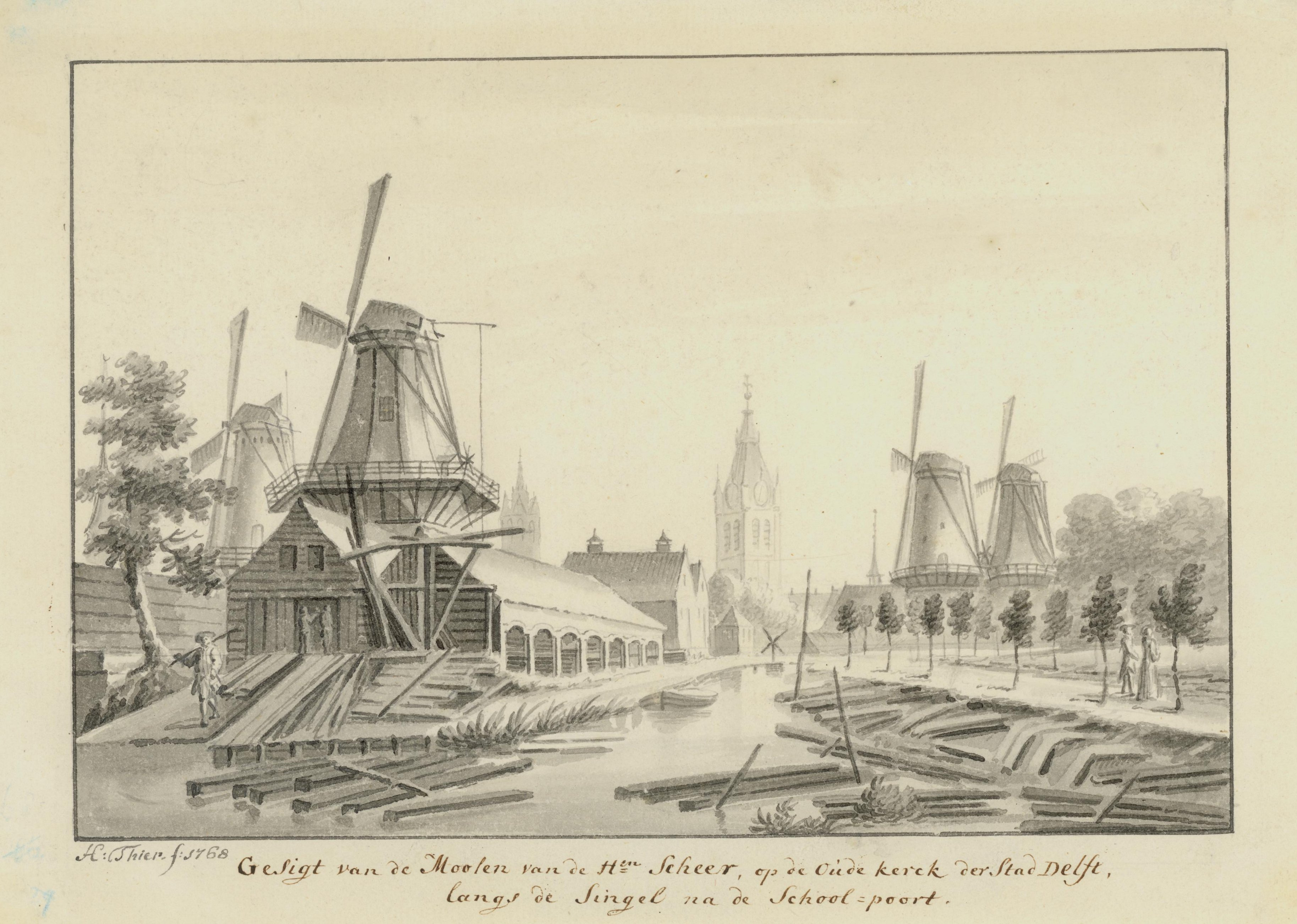
Zaagmolen op het bastion te Delft, 1768.